# The Dresden Dolls

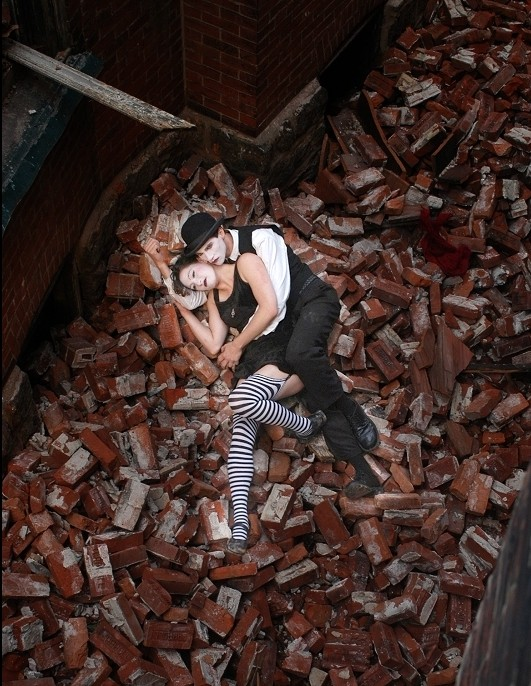
Kyle Cassidy: The Dresden Dolls, 2002

The Dresden Dolls je dvoučlenná hudební skupina původem z Bostonu, která začala hrát nový hudební styl nazývaný punkový kabaret. Skupina se skládá z Amandy Palmer, která hraje na klavír a zpívá a Briana Vigliona, který hraje na bicí.
Jejich hudební vystoupení a videoklipy jsou známé mimo jiné pro sexuální podtext, který se v nich poměrně často objevuje.

## Historie
Kapela vznikla v roce 2000 jako reakce na první setkání budoucích muzikantů na jednom večírku. Brian tuto událost popsal slovy „První impuls k založení Dresden Dolls byla jakási párty (v roce 2000, pozn. aut.) , na níž jsem viděl a slyšel hrát Amandu na piáno. Všechno, co jsem do té doby hledal, se rázem zhmotnilo v téhle dívce. Její hudba přesně odpovídala tomu, co jsem vždycky chtěl dělat. Ještě ten večer jsem se jí zeptal, jestli se mnou nechce založit kapelu a ona okamžitě souhlasila. Mezi námi funguje určitá chemie, respekt. …“ .
Na počátku jejich kariéry bylo poměrně problematické vydat jejich první album, jelikož nový hudební styl nebyl mezi posluchači rozšířen a tak velké labely nevěděly, jaký ohlas by vzniklá deska měla. První deska mohla vyjít až ke konci roku 2002, kdy hudebníci narazili na metalový label Roadrunner Records, který jim nabídnul vydání desky a naprosto volné ruce. Touto spoluprací vzniklo první album "A Is For Accident", které bylo sesbírané z živých vystoupení. Další album následovalo v podobě "The Dresden Dolls" (první album, natočené ve studiu) a později "Yes, Virginia…", které se dočkalo značného pozitivního ohlasu jak mezi kritiky tak i mezi publikem. Zatím poslední album bylo vydáno 20. května 2008 s názvem "No Virginia"

## Diskografie
- A Is For Accident (2003)
- The Dresden Dolls (album) (2003)
- Yes, Virginia... (2006)
- No Virginia (2008)